# Pseudocercospora glaucescens
Pseudocercospora glaucescens är en svampart som först beskrevs av Georg Winter, och fick sitt nu gällande namn av U. Braun 1999. Pseudocercospora glaucescens ingår i släktet Pseudocercospora och familjen Mycosphaerellaceae.   Inga underarter finns listade i Catalogue of Life.